# Mysidia bibula
Mysidia bibula är en insektsart som beskrevs av Broomfield 1985. Mysidia bibula ingår i släktet Mysidia och familjen Derbidae. Inga underarter finns listade i Catalogue of Life.